# 大连金州湾国际机场
大連金州灣國際機場是中華人民共和國首個海上機場。其建設參考日本大阪關西国际機場、美國紐約拉瓜地亞機場等海上大型國際機場的建設技術，採取離岸填海建造人工島方式建設。项目于2022年10月19日获批同意建设。
機場等級按4F標準建設，建成後，能夠讓目前世界最大的民航客機A380順利起降，藉此，將成為世界最大海上機場。該項目為國家交通運輸「十二五」發展規劃和國務院遼寧沿海經濟帶發展規劃的重點項目。

## 機場規模
大連金州灣國際機場，採取離岸填海建造人工島方式建設。填海區域為長方形，長6.54公里，寬3.5公里，面積20.87平方公里，填海圍堰總長21公里，離海岸最短距離為4.5公里。建成后，面積超過目前最大的海上國際機場—日本關西國際機場，并成為中國大陸首個海上機場和世界最大的海上國際機場。
机场规划建设四条跑道，先期建设两条跑道，跑道长3600米。一期建成后预期旅客吞吐量3100万人次以上，全部建成后预期旅客吞吐量为7000万人次。总建设期为5年，预计投资263亿。
新机场选址毗邻201、202国道，沈大高速，距离大连北站只有15分钟车程。